# Otto Antonia Graf
Otto Antonia Graf (* März 1937; † 23. Februar 2020) war ein österreichischer Kunsthistoriker.

## Leben
Graf studierte ab 1962 an der Universität in Wien und dissertierte 1982 über Otto Wagner. Er wirkte 1964–1970 als Assistent am Museum des 20. Jahrhunderts Wien und verfasste Texte zu den dort laufenden Ausstellungen, unter anderem über Pop Art, Herbert Boeckl, Jean Dubuffet, Henry Moore, Mark Toby und  Emil Nolde. 1971 bis 2005 übte er eine Lehrtätigkeit an der Akademie der Bildenden Künste Wien, am Schillerplatz aus.
Der langjährige Vorstand des Instituts für Kunstgeschichte an der Akademie der bildenden Künste ist vor allem durch Forschungen und Publikationen zum Werk des Architekten Otto Wagner hervorgetreten. Daneben galt sein Interesse auch dem amerikanischen Architekten Frank Lloyd Wright sowie grundsätzlichen Fragen, die er etwa mit einem 1990 erschienene Basiswerk, das einen Überblick über die Strukturen und Transformationen der Baukunst bietet, ansprach.
Graf war Herausgeber der siebenbändigen Otto-Wagner-Ausgabe, die im Böhlau-Verlag erschienen ist.

## Schriften (Auswahl)
- Was treibt den Menschen zu den Sternen? Wien: Herder, 1977, ISBN 3-210-24535-5
- Die Kunst des Quadrats. Zum Werk von Frank Lloyd Wright. Wien: Böhlau, 1983, ISBN 3-205-07196-4
- Lichte Nacht. Wien: Herder, 1988, ISBN 3-210-24868-0
- Die Erde ist also ein edler Stern. Gesammelte Schriften 1963–1992. Wien: Böhlau, 1997, ISBN 3-205-98710-1